# Centrale éolienne de Kajiado
La centrale éolienne Kajiado, également appelé centrale éolienne de Kipeto est une centrale éolienne terrestre au Kenya de 100 MW.

## Emplacement
La centrale est située dans les contreforts de Ngong Hills, dans le comté de Kajiado à environ 30 km, au sud-ouest de Nairobi, la capitale et la plus grande ville du pays.

## Aperçu historique
La centrale appartenait à l'origine à un consortium d'investisseurs, de financiers et de groupes d'intérêt, dont la Société financière internationale, et une fiducie communautaire locale. En juillet 2015, Kipeto Energy Limited, propriétaire / exploitant de la centrale, a signé un contrat d'vente d'électricité renouvelable de 20 ans avec Kenya Power and Lighting Company, distributeur national d'électricité. En décembre 2018, Actis Capital société du Royaume-Uni a acquis une participation majoritaire d'un montant non divulgué.

## La possession
Kipeto Energy Limited (KEL) est la société créée par le consortium d'actionnaires afin de construire, exploiter et gérer la centrale électrique. La participation dans KEL, avant décembre 2018 est la suivante:
| Rang | Nom du propriétaire                                         | Propriété en pourcentage |
| ---- | ----------------------------------------------------------- | ------------------------ |
| 1    | Fonds africain d'investissement dans les infrastructures II | 55,0                     |
| 2    | Craftskills Wind Energy International Limited               | 20,0                     |
| 3    | Société financière internationale                           | 20,0                     |
| 4    | Kipeto Local Community Trust                                | 05.0                     |
|      | Total                                                       | 100,00                   |

En décembre 2018, la participation dans Kipeto Energy Limited est illustrée dans le tableau ci-dessous.
| Rang | Nom du propriétaire                            | Propriété en pourcentage |
| ---- | ---------------------------------------------- | ------------------------ |
| 1    | Actis Capital LLP du Royaume-Uni               | 88,0                     |
| 2    | Craftskills Wind Energy International du Kenya | 12,0                     |
|      | Total                                          | 100,00                   |

## Construction et financement
En janvier 2016, KEL retient les services de la société chinoise China Machinery Engineering Corporation pour la conception technique, l'approvisionnement et la construction (EPC) du parc éolien, au prix contractuel de 22,6 milliards de shillings (env. 225 millions de dollars). L' Overseas Private Investment Corporation (OPIC) s'est engagée à prêter 233 millions de dollars (24 milliards de shillings) pur le projet. Le conglomérat américain General Electric Wind Energy s'été engagé en décembre 2018 pour la fourniture de 60 éoliennes GE 1.7-103,. En août 2018, la Kipeto Wind Energy Company, représentée par Kenneth Namunje et Overseas Private Investment Corporation, représentée par Ray Washburne signe un accord de prêt définitif de 237 $ US, de l'OPIC à Kipeto Energy pour la construction de cette centrale. La conclusion du pacte a eu lieu à Washington DC le 27 août 2017 en présence de  Uhuru Kenyatta, président du Kenya et Wilbur Ross, secrétaire américain au Commerce.